# Fergus megye
Fergus megye az Amerikai Egyesült Államokban, azon belül Montana államban található. Megyeszékhelye és legnagyobb városa Lewistown. Lakosainak száma 11 446 fő (2020. április 1.). Fergus megye Blaine, Petroleum, Phillips, Musselshell, Golden Valley, Wheatland, Judith Basin és Chouteau megyékkel határos.

## Népesség
A megye népességének változása:
| Lakosok száma | 11 577 | 11 490 | 11 448 | 11 501 | 11 427 | 11 446 |
|               | 2010   | 2011   | 2012   | 2013   | 2015   | 2020   |